# Hôpital psychiatrique Vincent Van Gogh
L'hôpital psychiatrique Vincent Van Gogh est un hôpital à Marchienne-au-Pont, Charleroi (Belgique). Avant 1976, l'hôpital s'appelait Hôpital Civil du Sacré-Cœur. 
L'hôpital dépend du centre hospitalier universitaire de Charleroi et le pouvoir organisateur est le réseau hospitalier HUmani (CHU Charleroi Chimay).

## Activités et services
L'hôpital accueille trois groupes d'âge : les adolescents, les adultes et les personnes âgées. Il dispose de 321 lits pour la neuropsychiatrie et de 8 lits pour les urgences dans une structure spéciale. 
Le complexe hospitalier offre les services suivants, :
- Hôpital psychiatrique et urgences psychiatriques 24h/24 Horaire d'accueil 8h-16h à partir 1/7/2023 du lundi au vendredi (week-end juillet 2023 seulement)
- Centre de thérapie de jour pour adolescents
- Hôpital de jour thérapeutique
- Hôpital de jour diagnostique
- Clinique de la sexualité et du couple
- Hospitalisation en pédopsychiatrie

L'hôpital dispose également d'un laboratoire de réalité virtuelle pour traiter les patients souffrant de phobies anxieuses.

## Histoire
Le premier hôpital civil de Marchienne-au-pont a été construit en différentes phases entre 1877 et 1932. En 1963, les anciens bâtiments ont été supprimés pour donner de l'espace au projet conçu par Maurice Hosdain. À la fin des années 1970, il a été décidé de construire un centre psychiatrique sur le même terrain que l'hôpital civil.

## Architecture
L'association momentanée entre les architectes Hoet, Minne et Bethume propose un plan de conception de "jardin-village" en utilisant comme limite naturelle la rivière Eau d'Heure. Les bâtiments sont de type pavillonnaire et espacés entre eux, ce qui permet d'intégrer le paysage dans le contexte. Ce projet consolide non seulement la forte présence du paysage, mais permet également une surveillance aisée des patients,.

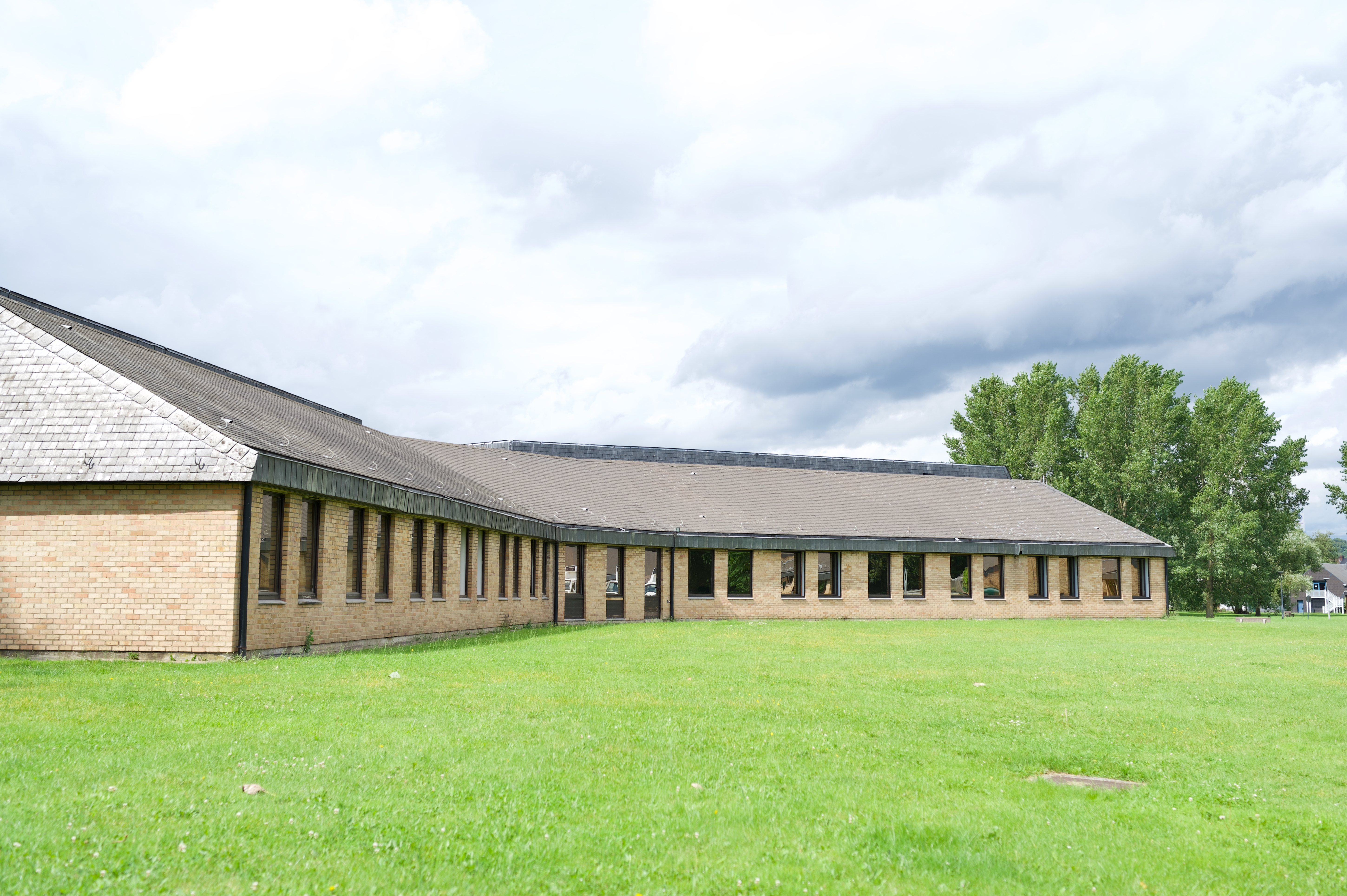
Vue de la façade frontale d'un pavillon.
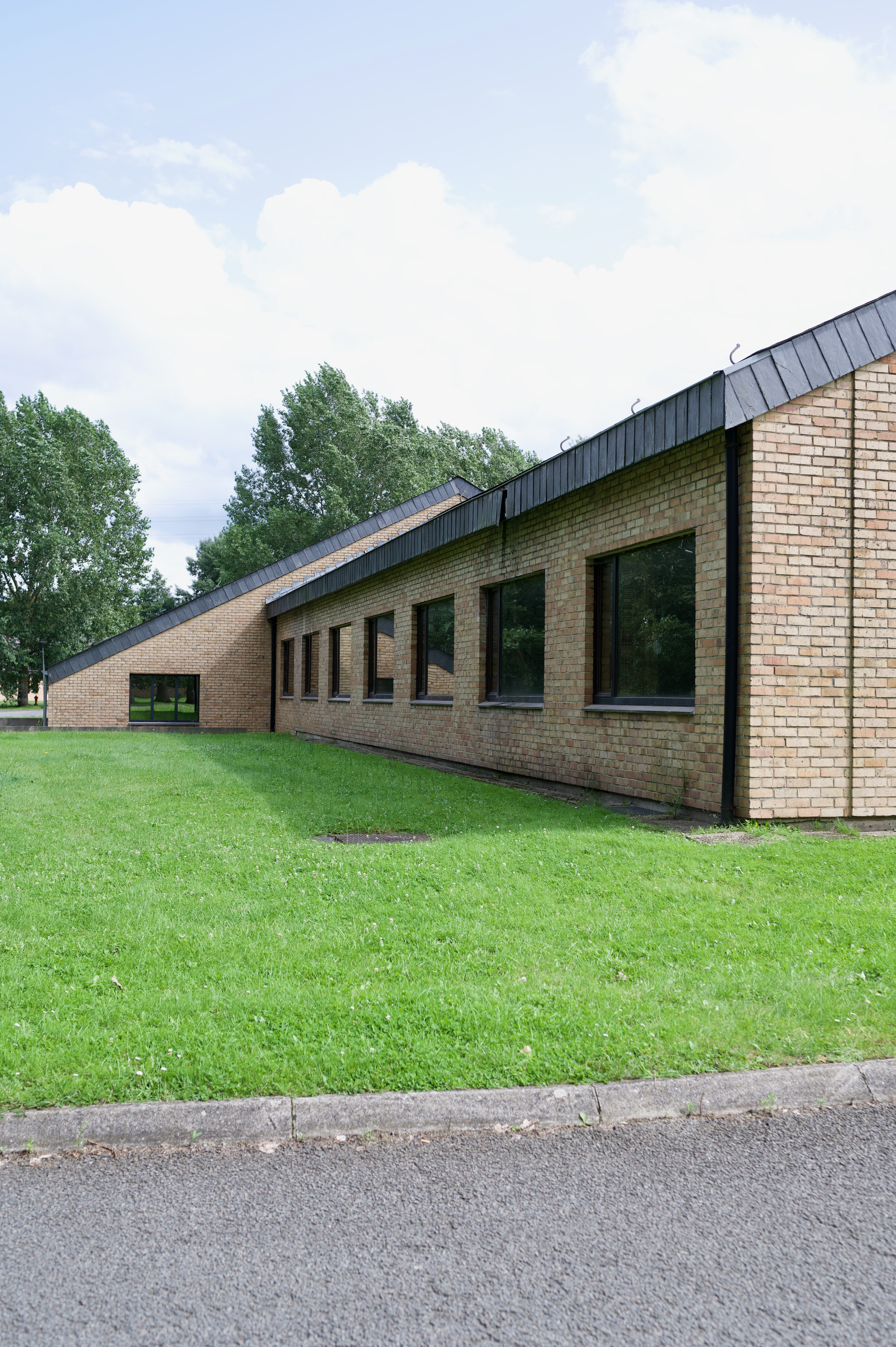
Vue de la façade arrière.
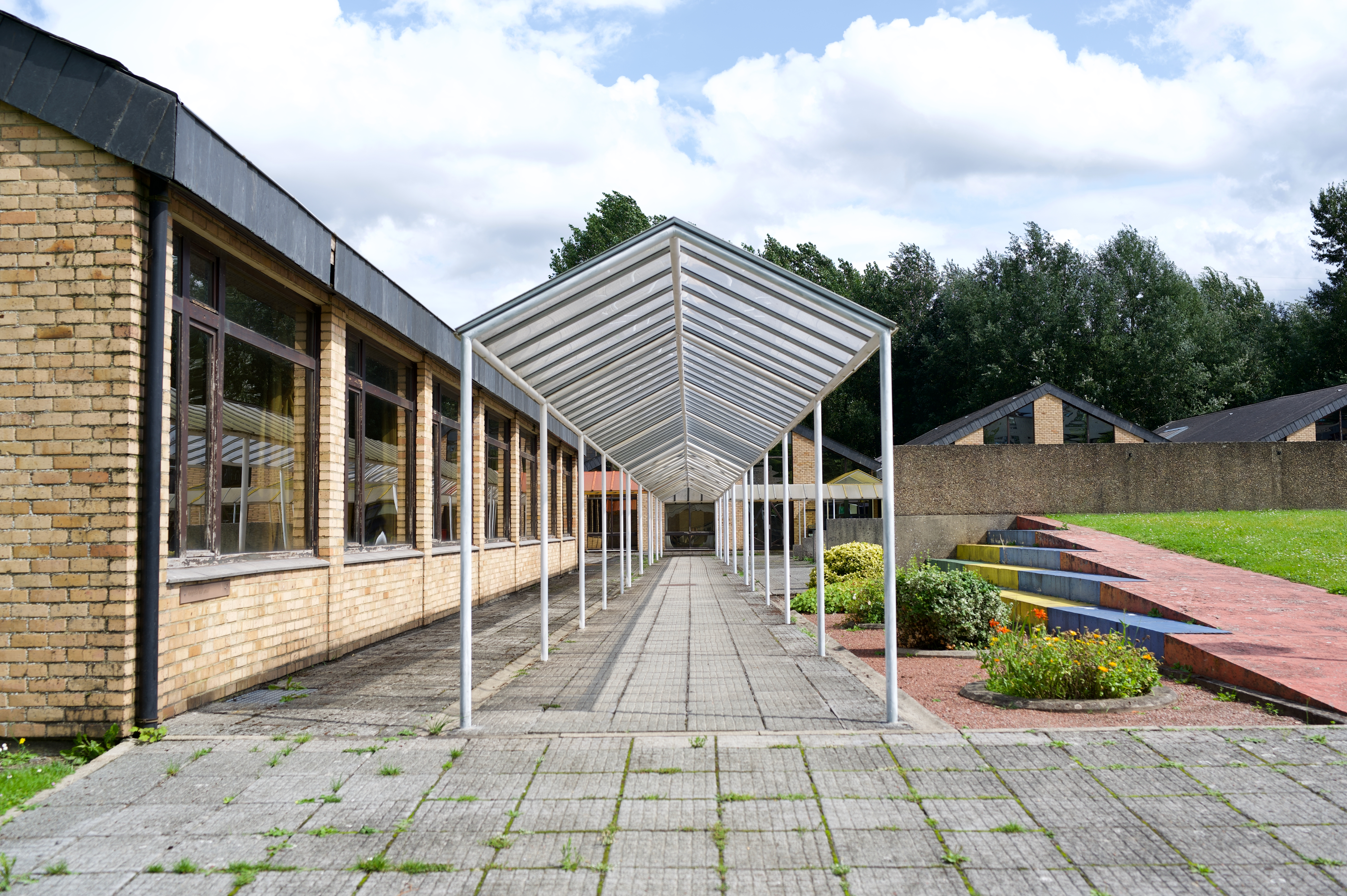
La pergola en perspective.